# 未来のロシア (政党)
未来のロシア（ロシア語: Россия Будущего）は、ロシアの非合法政党。旧称進歩党。党首はアレクセイ・ナワリヌイ。ナワリヌイが創設者である極右団体の国家ロシア自由運動の後継として2011年に結成された。司法当局が「過激組織」に認定する準備を進めたため、組織のメンバーや支持者の刑事訴追を回避するため、2021年4月29日、組織を解散すると発表した。